# Sphaeronemoura plutonis
Sphaeronemoura plutonis is een steenvlieg uit de familie beeksteenvliegen (Nemouridae). De wetenschappelijke naam van de soort is voor het eerst geldig gepubliceerd in 1937 door Banks.